# Vittorio Pinciarelli
Vittorio Pinciarelli (Notaresco, 2 marzo 1972) è un ex calciatore italiano, di ruolo centrocampista.

## Carriera
Debutta tra i professionisti a 17 anni nel Giulianova in Serie C2.
Nel 1990 passa al Pescara giocando 10 incontri in Serie B.
Nel novembre 1991 torna in prestito a Giulianova, mentre l'anno seguente viene ripreso dal Pescara che gli fa disputare la sua unica presenza in Serie A in occasione della partita Pescara-Foggia (2-4) del 18 aprile 1993.
Nel 1993 torna nuovamente, a titolo definitivo, al Giulianova nel Campionato Nazionale Dilettanti, dove al primo anno contribuisce alla vittoria del campionato con risalita tra i professionisti e poi dopo due anni in Serie C2 ottiene la promozione in Serie C1 categoria nella quale militerà in giallorosso per un anno.
Nel 1997 viene acquistato dalla Reggina con la quale gioca due stagioni da titolare in Serie B, culminate con la promozione in Serie A dei calabresi. L'anno seguente rimane in cadetteria con la maglia dell'Empoli.
Dal 2000 scende in Serie C1 per un anno nel Cesena e per uno nell'Ascoli dove contribuisce alla vittoria del campionato con relativa promozione in Serie B.
Dal 2002 al 2004 gioca in Serie C2 con il Brindisi, mentre in seguito giocherà tra i dilettanti con formazioni abruzzesi(Cologna spiaggia ecc) .
Complessivamente ha collezionato una presenza in Serie A e 96 (con 6 reti) in Serie B.

## Palmarès

### Club

#### Competizioni nazionali
- Coppa Italia Serie C: 1

Brindisi: 2002-2003
- Campionato italiano Serie C1: 1

Ascoli: 2001-2002
- Supercoppa di Lega Serie C1: 1

Ascoli: 2002
- Campionato Nazionale Dilettanti: 1

Giulianova: 1993-1994